# Villa La Gallina
 (mars 2016).
Si vous disposez d'ouvrages ou d'articles de référence ou si vous connaissez des sites web de qualité traitant du thème abordé ici, merci de compléter l'article en donnant les références utiles à sa vérifiabilité et en les liant à la section « Notes et références ».
Villa La Gallina est une villa situé à Arcetri, un quartier de l'Oltrarno à proximité de Florence en Italie. Elle fait partie de l'ensemble de Torre del Gallo.

## Galerie photo

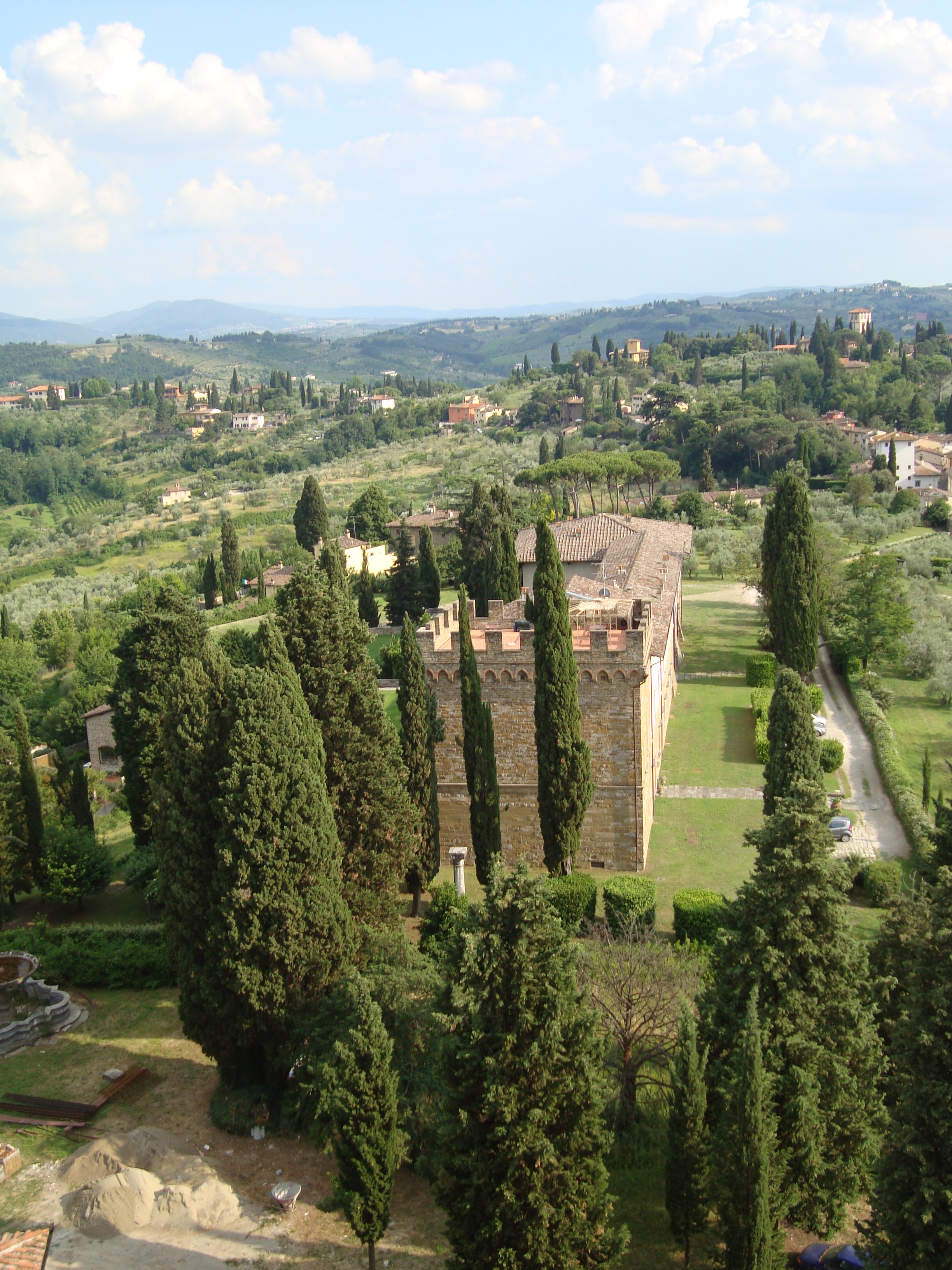
Vue depuis torre del Gallo
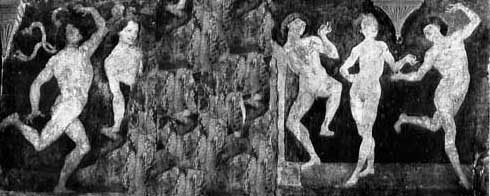
Danse des nus, Antonio Pollaiuolo